# Megatoma ruficornis
Megatoma ruficornis là một loài bọ cánh cứng trong họ Dermestidae. Loài này được Aubé miêu tả khoa học năm 1866.